# La isla a mediodía
La Isla a mediodía es un cuento del escritor argentino Julio Cortázar. Publicado dentro del volumen Todos los fuegos el fuego, trata de la obsesión de un auxiliar de vuelo con una isla griega que el avión cruza siempre a aproximadamente la misma hora, las doce del mediodía. 

## Resumen
La obsesión del personaje comienza cuando, por la ventanilla del avión, admira por primera vez una isla con forma de tortuga por la que cruzan siempre alrededor del mediodía. La fascinación del hombre va en aumento, lo que provoca la extrañeza y la burla por parte de sus compañeros de trabajo.
Cada vez vive con más intensidad su ansiado viaje a ese remoto lugar, al que finalmente llega. Poco después, desde la playa, observa un avión como el que solía pasar por ese punto del cielo. Acude a rescatar a un superviviente que ha sufrido un profundo corte en la garganta. A duras penas lo arrastra a tierra firme e intenta revivirlo, pero sin éxito. Cuando llegan los nativos a la escena, lo único que ven es un cadáver muy malherido: tanto, que no se explican cómo ha podido alcanzar la playa.

## Análisis de la obra
En esta historia, Cortázar utiliza el recurso de escribir un cuento dentro de otro para indicarle al lector que no por ello la «realidad» externa es menos ficción que la que está dentro, al igual que lo hace con otros cuentos como «La salud de los enfermos».
Pero para Cortázar el paraíso es una búsqueda y por eso siempre será inalcanzable. Y se lo dice al personaje en forma brutal, anunciándole su propia muerte.
Según Luis Peredo, de la Universidad de Gerona, el relato tiene un trasfondo político, además de plantear una perplejidad vital típicamente cortazariana:

La felicidad (...) es un estado mental y, por lo tanto, abstracto, cuya búsqueda puede llegar a ser tan obsesiva que puede causar ilusiones ópticas como las que tienen las personas sedientas cuando se pierden en un caluroso desierto. Es por ello comprensible que Cortázar hubiese dado al personaje la falsa esperanza de haber encontrado un lugar que representaba la felicidad, pero dicho lugar no existe, existe tan solo en nuestra imaginación.